# مايك فرانك راسيل
مايك فرانك راسيل (بالإنجليزية: Mike Frank Russell)‏ هو لاعب كرة القدم الغالية أيرلندي، ولد في 1977 في Killorglin ‏ في جمهورية أيرلندا.